# Kunágota
Kunágota là một thị trấn thuộc hạt Békés, Hungary. Thị trấn này có diện tích 63,96 km², dân số năm 2010 là 2654 người, mật độ 41 người/km².